# François Gagnepain

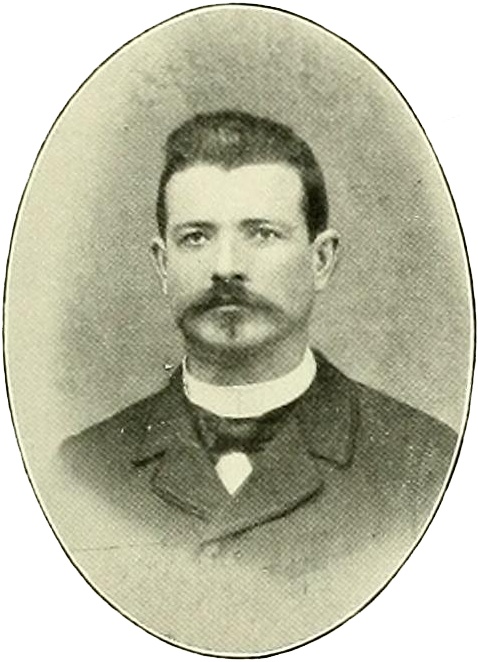
François Gagnepain (um 1900)

François Gagnepain (* 23. September 1866 in Raveau; † 25. Januar 1952 in Cannes) war ein französischer Botaniker. Sein botanisches Autorenkürzel lautet „Gagnep.“

## Leben und Werk
François Gagnepain wurde 1866 in der burgundischen Gemeinde Raveau geboren. Er wurde 1917 mit dem Prix de Coincy der Französischen Akademie der Wissenschaften geehrt und wurde 1934 zum Präsidenten der Société botanique de France ernannt. Er verstarb 1952 im Alter von 85 Jahren in Cannes.
Er ist der Erstbeschreiber zahlreicher Pflanzenarten, hauptsächlich von Samenpflanzen, darunter Smilax aberrans, Lilium poilanei, Vanilla annamica, Burmannia subcoelestis, Burmannia luteoalba, Burmannia cochinchinensis, Magnolia floribunda, Burmannia candelabrum, Kalanchoe annamica, Kalanchoe chevalieri, Kalanchoe yunnanensis, Pilea cadierei, Amomum chevalieri, Amomum elephantorum sowie der Szillablättrigen Ingwerorchidee (Roscoea scillifolia).
Nach ihm sind die Primelart Primula gagnepainii, die Berberitzenart Berberis gagnepainii sowie das Ingwergewächs Amomum gagnepainii benannt.